# Amblyceps caecutiens
Amblyceps caecutiens és una espècie de peix de la família dels amblicipítids i de l'ordre dels siluriformes.

## Morfologia
- Els mascles poden assolir 5,6 cm de longitud total.
- Nombre de vèrtebres: 40-41.[6][7]

## Hàbitat
És un peix d'aigua dolça i de clima tropical.

## Distribució geogràfica
Es troba a Àsia: conca del riu Bago (Myanmar).